# 新加坡历史
新加坡歷史可追溯至11世紀，該島開始被受重視是14世紀三佛齊王子拜里米蘇拉建立馬六甲蘇丹王朝將其建設成港口，並於1613年被焚毀。新加坡現代歷史要追溯至1819年英國人把該島建設成港口，在英國治下該地茁壯為重要的轉口港，負責印度-中國以及東南亞間之貿易，進使該地成為主要的海港城市。
在第二次世界大戰期間，新加坡在1942年到1945年被大日本帝國所占領，當戰爭接近尾聲之際新加坡重新為英國統治也開始讓新加坡自治，新加坡渴望加入馬來亞聯合邦並在1963年和該國一起建立馬來西亞，然而源於種族以及殖民地等遺留下來的問題，很快社會內部矛盾被各方激化，促使人民行動黨和掌握馬來西亞政權的巫統產生歧見，最後馬來西亞將新加坡逐出聯邦，新加坡在1965年8月9日成為獨立的共和國。
在面臨失業率高以及住屋不足的壓力下，新加坡開始一連串的現代化過程，建立起輕工業、發展大型國宅以及重金投資在公共教育上，從獨立後新加坡每年經濟成長率高達9%以上，在1990年代該地成為世界最為繁榮的國家之列，伴隨而來的是高度經濟發展的自由市場經濟、國際貿易，以及在亞洲僅次於西亞的國民平均所得。

## 早期历史

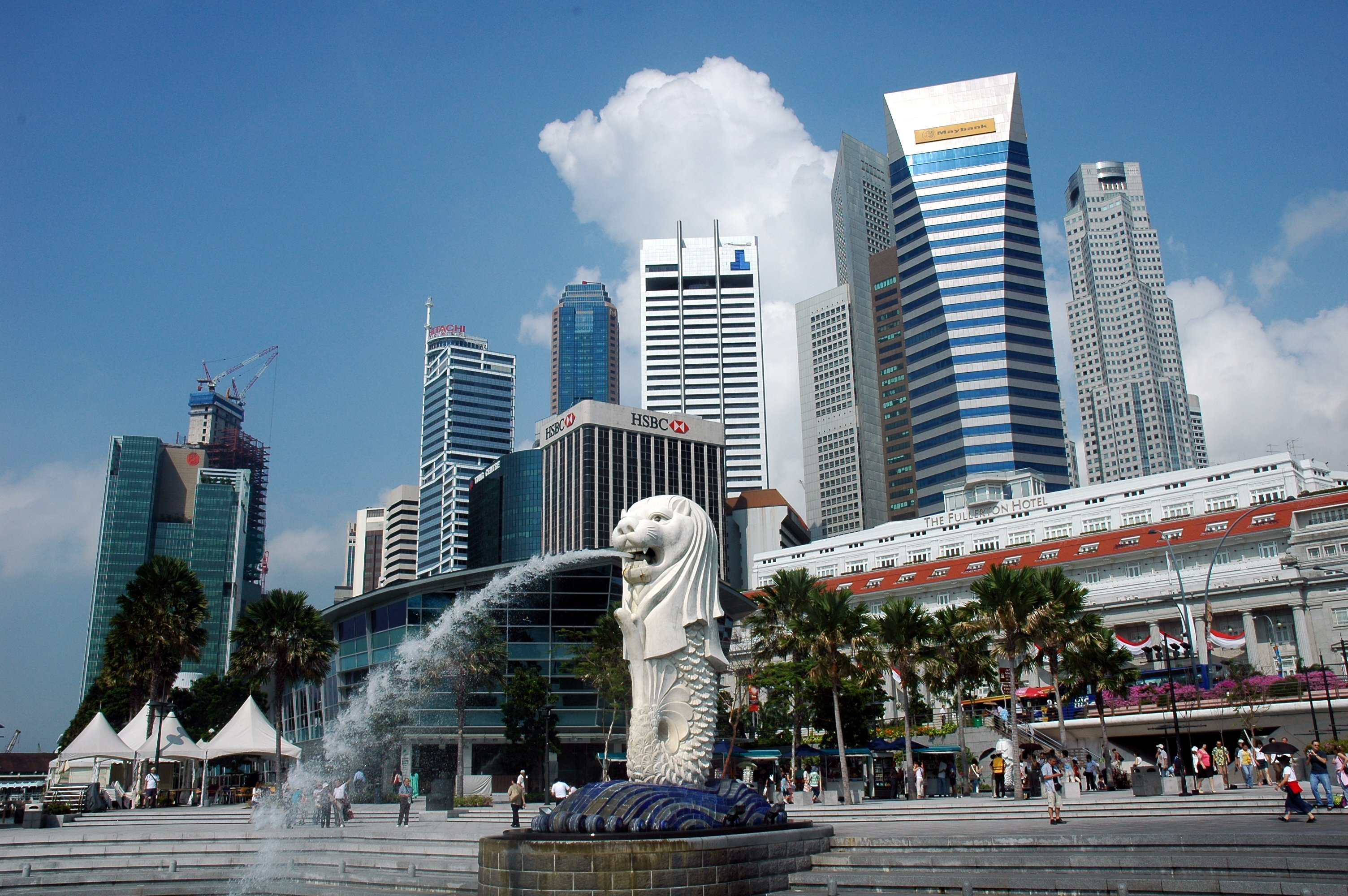
鱼尾狮：新加坡的象征

新加坡早期的历史记载并不多，使用的名字也各不相同。公元3世纪，马来人将新加坡的主岛命名为，取意“（马来半岛）末端的岛屿”。东吴孙权时期交广刺史吕岱于243年派遣朱应、康泰南宣国化。康泰于归国后著《吴时外国传》记录出使南国时的经历的一百数十国的见闻，其中蒲罗中国就是Pulau Ujong的对音，是新加坡最早的中文名称。后来，新加坡又被赋予（海峡之邦）的别誉，因而先有早期的华人移民以（海峡）为本源，呼其作“石叻”；后有士大夫在编撰相关书籍时，于《新唐书》中称“萨庐都”，在《宋史》中作“柴历亭”。

### 三佛齊時期
据史料记载，1320年，元朝派人到“龙牙门”（Selat Panikam）寻找大象；1325年，龙牙门派使臣到中国。而“龙牙门”就是今天的岌巴港（Keppel Habour），位于新加坡南岸的海峡中。
1330年，中国元代航海家汪大渊首次来到新加坡，并在所著《岛夷志略》一书中将之称为“单马锡”，并留下“近年速古台王朝曾派七十多艘兵船攻打单马锡，一月不下”的记录。1365年的《爪哇史颂》把新加坡叫做，而绘制于1430年（明代宣德五年）的《郑和航海图》则称新加坡为“淡马锡”，类似的名字还出现在同一时期的一份越南文献上。显然，无论是“单马锡”、“淡马锡”、还是，都是爪哇語”（海城）的对音，源自梵文（黄金）。直到14世纪末，其梵文名字（狮城）才首次出现。

### 滿者伯夷時期
暹罗（今泰国）以及位于爪哇岛的满者伯夷（Madjapahit）曾争夺着新加坡的控制权。根据马来文献《马来纪年》的记载，新加坡在一次与满者伯夷的战争中失败。因而於14世紀末被滿者伯夷統治數十載。

### 馬六甲時期
當時三佛齊被满者伯夷国攻占，三佛齐王子拜里米蘇拉由巨港逃至淡马锡，杀了当地的暹罗摄政王，并自己宣布成为新加坡的新统治者。五年后，他因暹罗的威胁而逃亡马来半岛上的麻坡，然后到了马六甲，建立马六甲苏丹王朝。新加坡自始成为该苏丹国中重要的一部分，於15世紀初至16世紀初被馬六甲統治。

### 柔佛王朝時期
在1511年以前，柔佛是马六甲王朝领土的一部份。1511年，葡萄牙占领马六甲，柔佛王朝因此而成立，新加坡屬其統治。1613年，亞齊蘇丹國入侵柔佛，焚毀新加坡河河口的據點。此后两个世纪内没有关于新加坡的史料。

## 开埠
18世纪中叶，英国正在扩张其在印度的版图以及与中国的贸易。他们急需找到一个能够让其船只停泊、维修的港口，以在与荷兰人的贸易竞争中取得优势。因此，他们于1786年和1819年分别在槟城和新加坡建立贸易站。
1818年末，印度总督哈斯丁勋爵（Lord Hastings），决定授权明古连总督斯坦福·莱佛士爵士在马来半岛的南端建立一个新的贸易港。1819年1月29日，莱佛士在考察附近岛屿后登陆新加坡。第二天，他就与天猛公签订初步的协定，在当地建立一个贸易港。虽然天猛公是实际的统治者，新加坡仍是柔佛-廖内-龙牙马来苏丹国的一部分。柔佛苏丹阿都拉曼在前一年已经和荷兰人签订条约，他的王国其实已经处于荷兰的统治之下。显然莱佛士面临的是一个棘手的问题。

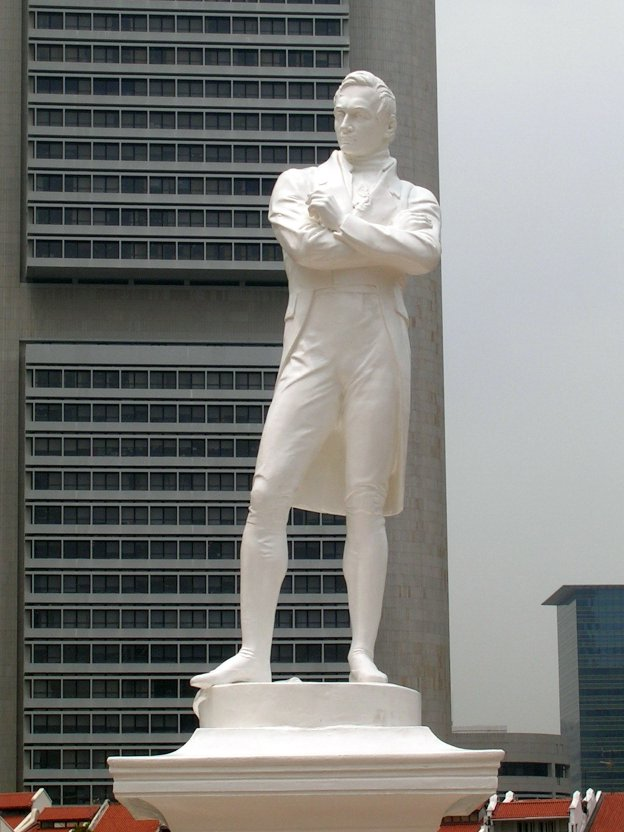
莱佛士的塑像今天竖立在他当年登陆的地方

但是，莱佛士知道柔佛内部对这位新苏丹的合法性有很大的分歧。阿都拉曼只是前一位苏丹的小儿子。莱佛士成功地将被流放的长子东姑胡申偷渡回新加坡。1819年2月6日，莱佛士宣布东姑胡申成为受大英帝国所承认的柔佛苏丹。一份新的正式条约签署，授权英国在新加坡合法地设立工厂，被視為正式開埠。该举动遭到荷兰的马六甲以及爪哇总督的强烈抗议。
在1819年8月之前，英国政府并不知道莱佛士与荷兰人的冲突。而当他们知晓时，新加坡已经成为英国重要的一块殖民地。而且，英国曾经在拿破仑战争中对荷兰施与援助。到1820年时，新加坡开始为英帝国产生利润，三年后，新加坡的贸易额已经超过槟城。1824年，新加坡的殖民地地位进一步地得到确立，2个新的条约正式签署。
第一个是1824年3月的《英荷條約》。根据此条约，荷兰撤销所有对英国占领馬來半島、新加坡的反对意见，并将他们在马来半岛和印度的所有殖民地让给英国人。作为回报，英国同意将其在苏门答腊的明古连让给荷兰。两国在马六甲海峡中划出一条分界线，两国各自取其南北两端。英國也依此条约從荷兰手中获得马六甲。该条约也有效地削减柔佛苏丹国的影响力，它的国土被分成三份：位于马来半岛的柔佛（仍属苏丹管辖），新加坡（已经正式属于英国），和廖内群岛（由荷兰控制，今为印度尼西亚的一部分）。
第二个条约是8月与新苏丹东姑胡申和天猛公签订的，两个人同意将岛屿的管辖权让给英国，而因此他们获得更多的现金回报。

## 英属时期（1819-1942）
新加坡、马六甲和槟城这三个英国位于马来半岛的殖民地，于1826年成为海峡殖民地，受到英属印度当局的管辖。1832年，新加坡成为海峡殖民地的政府所在地。1867年4月1日，海峡殖民地正式成为英国的直辖殖民地，由位于伦敦的殖民地办公室直接管辖。
随着1860年代中蒸汽船的发展以及1869年苏伊士运河的开通，新加坡成为航行于东亚和欧洲之间船只的重要停泊港口。1870年代前后，随着当地橡胶种植业的发展，新加坡也成为全球主要的橡胶出口及加工基地。到19世纪末，新加坡获得前所未有的繁荣，1873年到1913年间，当地的贸易增长八倍。经济的发展也吸引区域内的移民。到1860年，人口已经增长到80,792，其中华人占到61.9%，马来人和印度人分别占13.5%和16.05%，其他人种，包括欧洲人，则占到8.5%。
殖民政府采取许多措施来解决新加坡日益严重的社会问题。政府于1877年委派威廉·必麒麟出任华人保护府，照顾新加坡华族社群的需要，尤其是控制苦力（俗称“猪仔”）的非法贸易和阻止妇女沦为妓女。1889年，总督史密斯禁止所有的私会党。虽然如此，许多社会问题，如住屋短缺和卫生水平低下，一直到二战时仍未改善。1906年，由孙中山领导的同盟会在新加坡设立南洋分会；一时间，南洋华侨踊跃的捐款，间接支持该会的革命活动。
新加坡在第一次世界大战没有受到太大的影响。唯一一起事件是1915年的印度兵起义。驻扎在新加坡的印度穆斯林士兵听说将被派去攻打奥斯曼帝国后，他们将兵营里的英国军官全部杀害，准备起义。殖民政府从缅甸和柔佛调来军队，才镇压起义。一战结束后，英国在新加坡斥资五亿修建一个海军基地。这个海军基地拥有世界上最大的船坞，并储存着能够支持整个大英帝国海军六个月的油库。之后，政府又建一个空军基地，协助保护海军基地。首相温斯顿·丘吉尔称新加坡为“东方的直布罗陀”。可惜的是，这个海军基地并没有任何战舰。英国的策略是将英国皇家海军全部驻扎在欧洲，在新加坡有需要时才遣航过来。

## 日佔时期（1942-1945）
1941年12月7日，日本攻击珍珠港，太平洋战争由此開啟。日本的目标是要通过攻占东南亚，来取得当地的天然资源，以应付自身的战争需要，而馬來半島是塊富產資源的土地（盛產錫、橡膠）。另外作為英國在東南亞的政治經濟中心，日軍必須要拿下新加坡才可以徹底把英國趕出東南亞。在日軍發動馬來亞戰役前，英国參謀认为日军无法穿过馬來半島浓密的森林，所以日軍會選擇从南部海域攻击新加坡；同时，英军也坚信新加坡是座堡垒，能够承受日军的攻击。

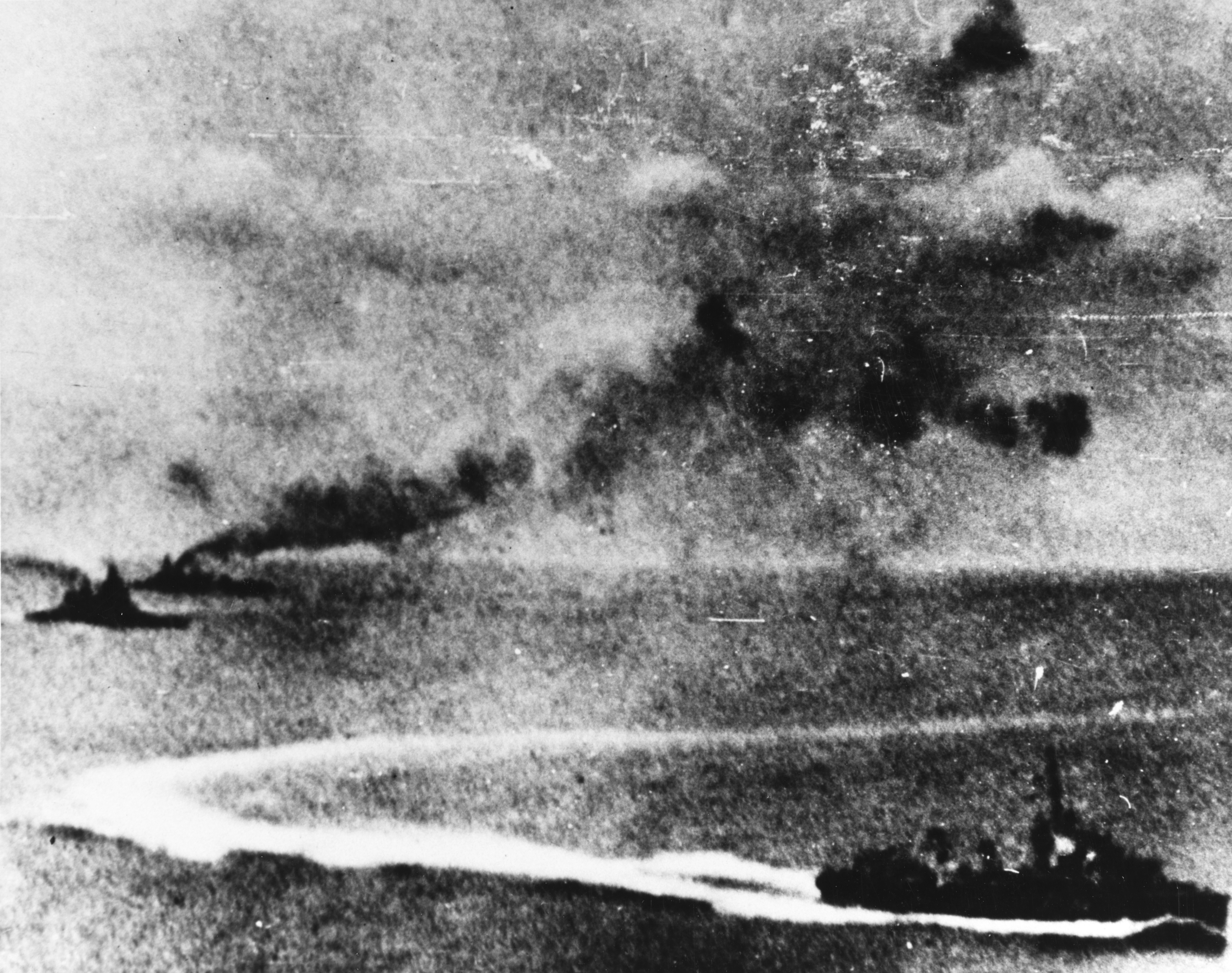
威尔士亲王号被击沉

日軍於1941年12月8日（為珍珠港事件隔天）開始入侵馬來半島（史稱馬來亞戰役），首先在馬來半島北端暹羅領地北大年府登陸並且擊退駐守該地的暹羅憲兵，目標是向西南越過馬來—暹羅邊境進攻馬來半島西部地區，同年12月11日亦有一支日军在马来亚北部的哥打峇鲁登陆，這與日軍在暹羅的北大年府及宋卡港所實施的登陸行動相配合。英國皇家海軍派來Z艦隊包括航空母艦不撓號、戰列艦威爾斯親王號、卻敵號、及4艘驅逐艦，該艦隊在戰爭爆發前已到達該區並由海軍上將湯馬鄞·菲利浦斯指揮，目的是攔截準備登陸哥打峇鲁的日軍，但是不幸地該艦隊航空母艦不撓號在途中擱淺，不得不回航，由於日軍擁有空中優勢，導致英國皇家海軍於1941年12月10日威爾斯親王號及卻敵號被日軍轟炸機在彭亨、關丹外海擊沉，這使得英屬馬來半島的東海岸門戶大開，英國皇家海軍遠東艦隊經此役後更無力對抗日軍的登陸行動。
日軍利用快報廢老舊輕型坦克快速地突破駐守在叢林裡面的英軍傘兵坑防線，因為在馬來半島上英軍連一台坦克都沒有，坦克被英軍參謀認為不適合在叢林地形作戰，故英軍在馬來半島上沒有配置坦克。當時擁有9萬餘人占人數優勢的馬來半島駐守英軍卻持續敗退，最后不得已只能撤至新加坡島，撤退時英軍順勢将连接馬來半島和新加坡兩地的柔佛长堤炸毁、隔絕兩地，讓整個新加坡島瞬間變成一座要塞方便防守。1942年1月31日，战争开始仅55天，日军占领整个马来亚半岛。
1942年2月1日，負責指揮日軍的陸軍中將山下奉文採用聲東擊西戰術先派一部隊在新加坡島東北部假裝進攻，成功吸引駐守在該島上英軍的注意力，然後在新加坡島西北部的日軍趁機用充气皮艇渡过柔佛海峡并在裕廊登陆。日軍受到星华义勇军和盟军的联手抵抗，揭开新加坡保卫战的序幕。1942年2月13日，日军第18师以猛烈火力攻打鸦片山，爆发鸦片山战役，是为日军攻打新加坡最激烈的一次战斗。由于日军第一次攻击失败，战亡400人，所以决定乔装成英国印度兵。守军于鸦片山上、仅剩42人的第一马来军团的阿南·宾·赛迪上士识破敌人的诈术，对日军展开攻击。最后，马来军团寡不敌众，全部阵亡，阿南上士遭俘虏。日军为了泄愤，把阿南的四肢砍掉，并将他用麻袋装起来倒挂在树上，用刺刀朝他刺了几十刀。阿南死时仅27岁。

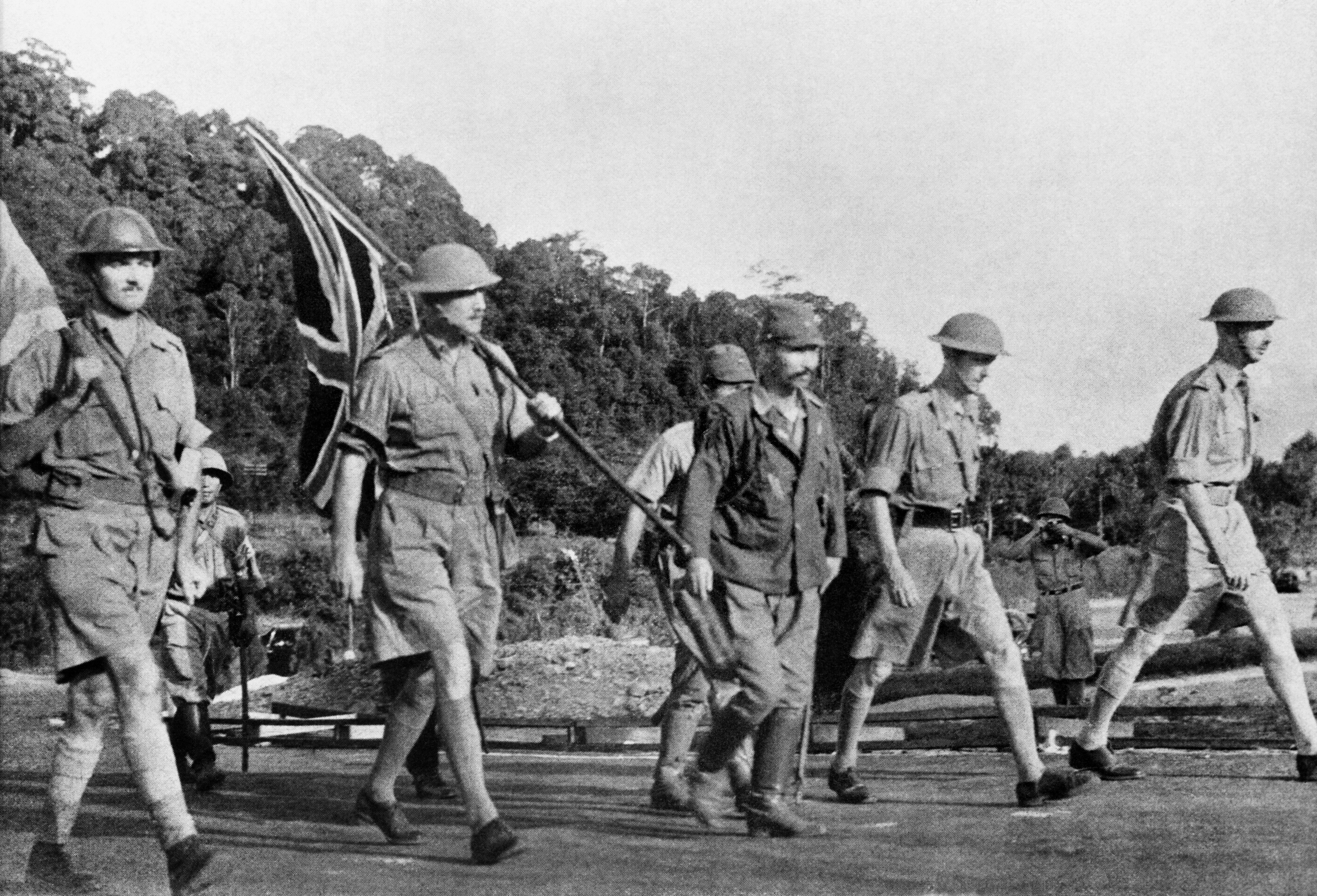
白思华中将率领士兵向日军投降

1942年2月15日（时值农历新年），英國陸軍白思华中将向大日本帝国陆军的山下奉文中將簽署無條件投降同意書。新加坡島上總數約12萬餘人的英軍頓時成為俘虜，負責進攻的3萬人日軍卻只有9千6百餘人戰死或失蹤，日軍以大約8個星期的時間就成功佔領馬來亞半島跟新加坡，当中许多被俘英軍士兵遭遣送到缅甸、日本、朝鲜、满洲国等地修盖铁路。之后，日本将新加坡改名为“昭南岛”，行政上称作“昭南特别市”。同年2月18日至25日，为报复星华义勇军和先前支持中国抗日战争的新加坡华侨，日军开展以“大检证”为名的肃清行动，并分别在大坡、小坡、芽笼、后港、裕廊等几个区域进行。最后，日军抓走约二万多人，当中绝大多数都被带到偏远的海边予以集体枪杀，剩下则被送到暹羅做苦工、建造“死亡铁路”。
日军还勒索南洋华侨，要华侨交出五千万元俸纳金。山下奉文当时给的理由是：“华侨支持重庆政府抗日，这笔俸纳金，是你们向日军赎罪的买命钱。”日本人成立南洋华侨协会，要七十多岁的华侨长老林文庆博士担任会长，并要他以协会的名义去筹钱。新加坡要负责一千万元。
由于资源严重缺乏，米价从一斤五元涨到五千元。于是，日本军政府定量供应粮食，成人每月可领4.8公斤，儿童2.4公斤，致使许多民众不得不在自家花园里种植木薯、番薯、香蕉等农作物。同时，政府也发行新的军用票（俗称“香蕉票”），使其与殖民地时代的叻币同值使用。可是随着军政府的滥印钞票，其价值贬到100叻币可换2380元军用票。讽刺的是，日军投降日是华人的中元节，许多人索性将军用票当作冥纸，烧给先人鬼魂。
随着日本投降，新加坡人民无不高兴。由于英军尚未抵达新加坡，这里仍由日军管理。但是日本的战败导致这些原本作威作福的士兵失去威信，新加坡已经差不多进入无政府状态。仇杀事件多发；商店遭洗劫一空；日本军营遭焚。最终，1945年9月12日，在政府大厦举行受降仪式。代表新加坡的是东南亚联军总司令路易斯·蒙巴顿将军，日方则本来是由南方日军总司令寺内寿一签字，但是因为他在西贡病倒，所以改由马来亚区总司令坂垣征四郎代替。

## 迈向自治与合并（1945-1963）
1945年9月，英军重返新加坡，英国开始实行军事管治。1946年3月，军管结束，海峡殖民地也正式解散。1946年4月1日，新加坡成为直辖殖民地，而槟城和马六甲则成为马来亚联盟的一部分。1948年，槟城和马六甲成为马来亚联合邦的一部分。
战后的新加坡已经与战前大不相同，人民要求在政府中有更大的发言权。总督的权力被分散，一个由官方人士及被任命的非官方人士组成的顾问组成立。该体系于1947年7月变为两个分开的行政及立法会议。虽然总督依然拥有很大的权力，但是人民已经有权选出立法会议中的6名成员。
1948年6月，由于马来亚共产党企图使用武力夺取马来亚及新加坡的政权，新加坡宣布进入紧急状态，并持续长达12年。到1953年底，英国政府任命一个由蓝带尔爵士率领的考察组重新评估新加坡的宪法地位，并提供相关建议。政府最后接受蓝带尔的建议，并最终修改新加坡的宪法，赋予新加坡更大程度的自治。
1955年的选举是新加坡历史上第一次重要的政治事件。新的登记制度使原本只有75,000人的合格选民增加到三十万人。而且华人选民的数量首次大幅度增加。最后，劳工阵线取得10个席位。大卫·马绍尔于1955年4月6日成为新加坡的首任首席部长。他领导的劳工阵线与巫统及马华公会组成联合政府。
马绍尔在作为首席部长期间受到许多困难。1955年5月，福利车厂事件爆发。林清祥和方水双等工会领袖要求福利巴士公司加薪，在公司拒绝后开始暴乱，焚烧车厂内的巴士。这场暴乱还获得新加坡的华校的支持。最后政府动用水炮和催泪弹才驱走暴民。在1955年期间，共产党人共发动275起示威活动和暴乱。
在与伦敦政府关于新加坡完全自治的宪制谈判破裂后，马绍尔于1956年6月6日辞职，由劳工部長林有福出任新的首席部长。1957年3月由林有福組成代表团，成功在伦敦与英国达成协议：英國政府同意让新加坡作为一個自治邦，在大英國協之內實行自治，和给予新加坡更多权力等。1958年5月28日，双方在伦敦正式签字。
1959年，新加坡取得完全自治。同年5月30日，新加坡第一次举行大选，选举第一届完全民选的立法会的51名成员。人民行动党在选举中获得43席，成为最大党。同年6月3日，新加坡宣佈實行內部自治。同年6月5日，新加坡最后一任总督顾德爵士宣布新宪法生效，新加坡成為自治領，他本人續任首任自治邦元首，李光耀則是成为自治邦总理。
新政府成立后，李光耀决定释放被林有福政府关在樟宜监狱的亲共政治犯，如林清祥、蒂凡那、方水双等人。他们在出狱后，都表明接受行动党现任中央委员会的领导。
1961年5月27日，马来亚首相，东姑阿都拉曼公布想把新加坡、马来亚、文莱、砂拉越和北婆罗洲（沙巴）联合起来组成联邦。这是因为随着新加坡政局不稳定，东姑害怕新加坡有朝一日会被共产党人占据，利用新加坡作为基地对马来亚展开行动，使马来亚之前对抗马来亚共产党成果功亏一篑。
人民行动党支持合并，但是党内亲共人士怕合并会对他们不利，所以林清祥等13人脱离行动党，成立社会主义阵线，反对合并。对此，李光耀决定在1962年9月1日举行全民投票。选票上有三个选项：
1. 我支持合并，新加坡获得劳工、教育和其他议定事项的自主权，同时新加坡公民自动成为马来西亚公民。
2. 我支持全部及无条件的合并，新加坡应以一州的地位，根据马来亚联合邦的宪法文件，与其他十一州在平等基础上进行合并。
3. 我支持新加坡加入马来西亚，条件应不逊于婆罗洲地区所获得者。

选票上没有反对合并的选项，社阵只能要求人民投空白票。最后71%的人支持第一个选项，只有26%的人响应社阵号召，投空白票。1963年2月，李光耀在英國及馬來西亞支持下，發動冷藏行動，多位社會主義陣線人士遭逮捕下獄。9月16日，马来西亚成立，领土包括新加坡、马来亚、砂拉越和沙巴。文莱因为国内发生叛乱活动而拒绝合并献议。
印尼和菲律宾反对合并。印尼总统苏卡诺对北婆罗洲地区有野心，同时认为马来西亚的成立是英国帝国主义的表现。1963年1月20日，苏卡诺开始对马来西亚展开“对抗”。菲律宾政府认为沙巴是属于苏禄管辖，因此应该是菲律宾的领土。菲律宾总统费迪南德·马科斯后来承认沙巴是马国的。但是印尼的对抗活动到1966年8月苏卡诺被推翻后才结束。
英国1956年主张在远东部署核武对抗共产势力，1958年决定在新加坡秘密兴建核武库，1962年送原子弹到新加坡，次年投掷训练。军事评论员黄东认为，60年代印尼总统苏卡诺亲共，英国在新加坡部署核武制衡印尼。

## 马来西亚时期（1963-1965）
合并后，新加坡开始和联邦政府发生矛盾，对治国方针也有不同的看法。1963年12月21日，新马政府之间第一次发生公开矛盾。首席部长李光耀批评马来西亚的年度预算案没有给予提升社会状况足够的预算。新加坡在合并前，和马来亚政府谈判时，就提到设立单一市场。马来亚政府当时也同意在合并后逐步实行单一市场政策，条件是新加坡要给砂拉越和沙巴贷款一亿五千万元，在15年内还清。新加坡因此希望在合并后能够加强贸易。但是，由于印尼实行对抗，使得新加坡的经济受到很大的影响。联邦政府也没有实行单一市场的进展，于是新加坡决定延迟贷款。双方都称对方在拖延时间，不遵守承诺。新加坡的商人也开始投诉联邦政府歧视他们，没有给他们和其他州属一样的利益，反而对他们实行固打制。
双边经济的矛盾在1964年12月，联邦政府要求新加坡将上缴联邦的税收从40%增加到60%后升温。当时马国财政部长陈修信说这是因为印尼的对抗活动而导致军备预算案增加。新加坡则认为这对自己不公平，因为其他州属并没有因此增加缴税。
同月，联邦政府宣布将关闭新加坡的中国银行分行，原因是中国银行在资助马来亚共产党的武装活动。由于该银行对新中贸易扮演着重要的角色，所以新加坡极力反对。但是，联邦政府还是宣布要在1965年7月关闭银行。
两地在政治上也有冲突。1963年，由巫统、马华和国大党组成的联盟在联邦政府的支持下参加新加坡州选举。然而，联盟不仅未添一席，原本控制的芽笼士乃、甘榜景万岸和南部岛屿这三个选区也被人民行动党夺取。事实上，这场大选不像是联盟和行动党的竞争，更像是社阵和行动党的竞争。首相东姑阿都拉曼对此表示非常失望，甚至亲自来新加坡表达不满。联盟原先以为新加坡的马来人会支持他们，结果大失所望。
1964年，行動黨参加联邦选举。他们认为既然联盟可以在泛马来亚的名义下参选，行动党应该也可以这么做。从一开始，行动党只表达对马华的挑战而不是巫统，行动党认为他们在联盟内会比马华更有作为。然而，巫统把行动党的参选看成对国内马来人统治地位的挑战。最后，行动党由蒂凡那赢得一席，成为马国会最大反对党（行动党在新加坡州议席有12个，总共有13个议席）。巫统和行动党的冲突加深。而此時期在馬來西亞其他州屬的行動黨黨部，即是日后民主行動黨的前身。
巫统内部一些激进的领袖开始抹黑行动党，说行动党的政策导致许多马来人流离失所，贫困和低教育，是个华族政党。新加坡的华人和马来人原来的和睦也开始淡化，种族冲突最后于1964年7月21日先知穆罕默德的诞辰在芽笼爆发。当天，25000名马来族游行者本来是要沿着芽笼路走到一所清真寺，路上由于有一群人走散，华族警员于是叫他们归队，使那群马来人不满并将他痛殴一顿。消息传出去后，华人开始在街上殴打马来人，种族暴乱开始。政府开始从联邦政府请来镇暴警察，但由于警察偏袒马来人，当解严后有23人死亡、454人受伤。馬來西亞首相东姑阿都拉曼、新加坡州首席部长李光耀、馬來西亞副首相敦阿都拉萨都来新加坡巡视，安抚民心。
1964年9月，由于印尼特务的挑拨离间，新加坡又发生种族暴乱。印尼特务将一名马来族三轮车夫谋害后逃走，马来人认为是华人幹下的，所以展开报复行动。共有12人死亡，109人受伤。巫统内的极端分子将李光耀比喻成马来西亚的公敌。双边关系持续恶化。

### 新加坡独立
1965年5月，行动党和其他主要的反对党成立馬來西亞人民團結總機構，要求建立“马来西亚人的马来西亚”。巫统党内激进人士非常不满李光耀的行为，甚至要求东姑将他逮捕。东姑阿都拉曼怕纷争将会进一步恶化，决定将新加坡驱逐出联邦。1965年8月9日，马来西亚国会以126票赞成、0票反对，同意将新加坡驱逐出联邦，李光耀為此落淚。新加坡共和国正式成立，李光耀为總理，尤索夫·伊萨为总统。

## 新加坡共和国（1965至今）
新加坡脫離馬來西亞（1965年8月9日）後，由于担忧印马对抗中印尼可能进行攻击，以及马来西亚内部巫统保守派反对分离协议而使得新加坡沦为傀儡国或以不利的协议再度融入联邦的威胁，新加坡积极寻求国际承认，并于1965年9月21日加入联合国。同年10月，新加坡加入英联邦。1967年8月8日，新加坡协助成立东盟组织。
作为一个蕞尔小国，世界对于新加坡是否能继续存在表示疑问。除了主权纠纷，其它重要的问题包括住宅短缺，缺乏土地与天然资源短缺。失业率当时高达12%。社会主义阵线当时也宣布进行民主抗争，抵制议会，动乱随时会发生。
新加坡开始一连串的措施，发展工业及经济。于1961年设立的经济发展局致力于实行国家经济发展方针，重视新加坡的制造业。裕廊工业区于1968年成立，除此之外在加冷、红山和大巴窑等地也建立轻工业基地。为了吸引外资，政府决定给予外国企业优惠。同年，经济发展局重组，裕廊镇管理局以及新加坡发展银行也在该年成立。工业化之迅速使得新加坡的制造业在十年内成为世界主要电子产品出口国。作为世界主要的港口，新加坡成功吸引著名的石油公司，如壳牌公司和埃克森美孚，成为世界第三大炼油国。为了提供更有竞争力的工作团队，新加坡教育部决定使用英语为主要教学媒介语。
住房问题被放在首位。1961年，河水山的貧民窟发生大火，多达16000人流离失所。建屋发展局负责建筑所有的政府组屋，廉价提供给民众。直到今天，建屋发展局仍然为新加坡建造组屋和新镇，超過80%以上的居民居住在组屋里。
进入1980年代的新加坡经济发展迅速，政局稳定。失业率低至3%，国内生产总值每年增长8%。这时的新加坡开始将目光转移到晶片制造业以及其它高科技产物以和邻国的廉价劳动力抗衡。樟宜机场于1981年开幕，新航也成为区域主要航空公司。旅游业和服务业蓬勃发展。
然而新加坡政治舞台却被人民行动党所主宰。从1966年到1981年，人民行动党甚至占据整个国会。执政党经常利用各种司法程序，压制反对派的声音。比较著名的反对党政治人物包括J.B.惹耶勒南和徐顺全（同样也因诽谤被判破产）。
八十年代，总理李光耀以年青一代选民在投票时，往往不太重视在国会里维持少数种族代表的重要性為由，提出集選區的構想，把原有單議席單票制的選舉制度，改為兩種選區的選舉制度，一種為單議席單票制選區，一種為中選區有四至六席，候選人中必須至少有一人属于少数族群，以名單投票制，贏者全取該選區所有議席。這就是所謂集選區制度。有人認為，集選區制度對反對黨不利，集選區制度從1988年選舉集選區設立至2011年選舉，反對黨沒有從集選區得到席次。同時，李光耀政府設立「非選區議員（即委任議員）」的制度，如國會內反對黨民選議員少於某個數字，可以委任反對黨的人出任非選區議員，補足這個數字，但非選區議員在国会中可以自由发言，不能对宪法修正案、拨款法案或补充拨款法案、关系到政府的财政法案以及对政府提出不信任等的动议，投票作出表决。以上兩種制度，被視為人民行動黨進一步壓縮反對黨空間的政策。
1990年李光耀卸下总理職務，由吳作棟繼任总理，2004年吳作棟卸下总理職務，由李光耀的兒子李显龙繼任总理。
2006年5月6日，由总理李显龙领导的人民行动党在国会选举中获得胜利，在总共84个议席中获得82席，另外2个议席仍被新加坡工人党和新加坡民主联盟所保留。
2011年由总理李显龙领导的人民行动党在国会选举中获得胜利，保住執政權，而新加坡工人党既保存自己現有的一個單議席選區的席次，現任議員劉程強轉跑道出戰阿裕尼集選區，成功擊敗人民行動黨外交部長楊榮文的團隊，攻下一個集選區。為新加坡史上第一個由反對黨當選的集選區。

## 相关文献
- （元）汪大渊著《岛夷志略》，中华书局，ISBN 7-10102028-7
- W。W。 Rockhill tr.《Description of the Barbarians of the Isles》 T’oung Pao， 1913。